# Finella californica
Finella californica är en snäckart som först beskrevs av Dall och Bartsch 1901.  Finella californica ingår i släktet Finella och familjen Obtortionidae. Inga underarter finns listade i Catalogue of Life.